# Polní cesta

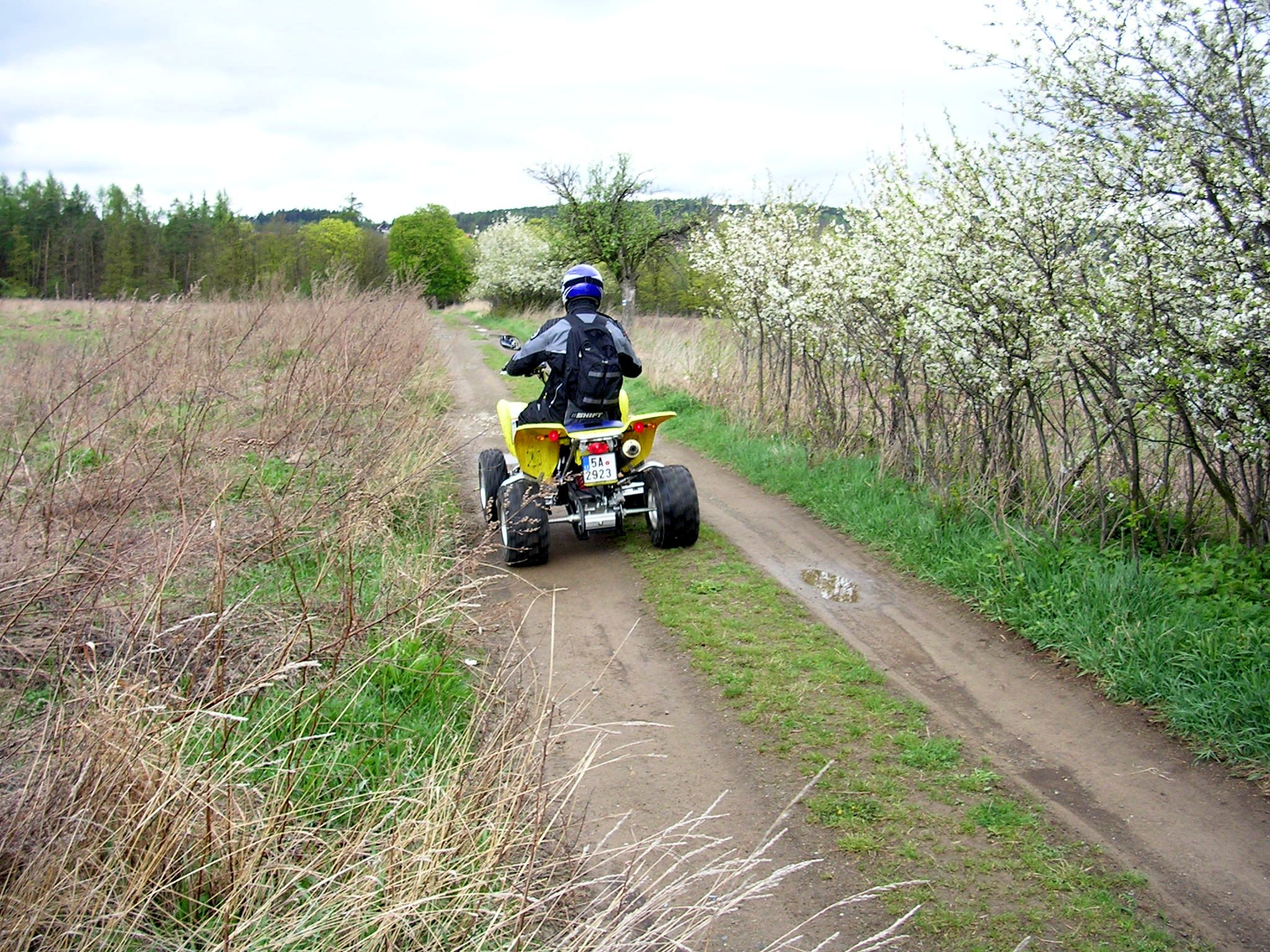
Čtyřkolka na polní cestě u Trnové

Polní cesta je v českých pravidlech silničního provozu zmíněna jako druh účelové komunikace. ČSN 73 6109 ji definuje jako účelovou komunikaci, která slouží zejména zemědělské dopravě a může plnit i jinou dopravní funkci, jako cyklistická stezka nebo stezka pro pěší, a charakterizuje ji jako směrově nerozdělenou komunikaci. Nazývají se tak nejen cesty mezi poli, ale i jinde ve volné krajině (nejde-li o lesní cestu) – přímou definici polní cesty však české zákony neobsahují. Obvykle se jako polní cesta označují zpevněné i nezpevněné komunikace v krajině, které nejsou evidovány jako silnice ani jako místní komunikace a umožňují provoz motorových vozidel; pokud neumožňují, označují se jako stezka nebo pěšina.

## Význam polních cest
Polní cesty slouží ke zpřístupnění staveb a pozemků vzdálených od silnic či místních komunikací vlastníkům pro účely dopravy a zemědělské výroby a jejich napojení na síť silnic, místních komunikací, lesních cest nebo jiných účelových komunikací a ke zpřístupnění krajiny a propojení důležitých bodů ve volné krajině s ohledem na vedení turistických tras (pěších, cyklistických, jezdeckých, lyžařských). Účelem polní cesty může být i vyloučení účelové zemědělské dopravy ze silnice.
Polní cesty a vegetace kolem nich dotváří ráz krajiny a zvyšují její biodiverzitu, trvalým a výrazným způsobem ohraničují pozemky a katastrální území. Polní cesty mohou mít význam v protierozní ochraně půdy a vodohospodářství.
Veřejně přístupné účelové komunikace, stezky i pěšiny mimo zastavěné území podléhají podle Zákona o ochraně přírody a krajiny povinné evidenci u obecních úřadů a nesmějí být rušeny ani zřizovány bez souhlasu pověřeného obecního úřadu.

## Kategorizace
ČSN 73 6109 dělí polní cesty do třech hlavních kategorií. Návrhové parametry se uvádějí písmenem P a údajem o návrhové šířce a za lomítkem návrhové rychlosti (například P7,0/50 nebo P3,0/30).
- hlavní polní cesty: návrhová šířka 7 až 4 metry, návrhová rychlost 50 až 30 km/h, jedno- i dvoupruhové, pro svoz z oblasti 50 až 500 ha
- vedlejší polní cesty: návrhová šířka 4,5 až 3,5 metrů, návrhová rychlost 30 km/h, jednopruhové, pro svoz z oblasti 50 až 200 ha
- doplňkové polní cesty: návrhová šířka 3,5 až 3 metry, návrhová rychlost 30 km/h, jednopruhové, nezpevněné

## Užívání polních cest
Polní cesty jakožto účelové komunikace obecně spadají do práva bezplatného obecného užívání obvyklým způsobem a k obvyklým účelům podle § 19 odst. 1 Zákona č. 13/1997 Sb, pokud zákon nestanoví pro speciální případ jinak. Na návrh vlastníka a k ochraně jeho oprávněných zájmů může silniční správní úřad veřejný přístup upravit nebo omezit. Právo vstupu je zaručeno i § 63 zákona o ochraně přírody a krajiny (institut veřejné přístupnosti krajiny), přičemž zákony vymezují možnosti omezení tohoto práva.
Oficiálně neplatí pro polní cesty žádné speciální omezení rychlosti: pro motorová vozidla tedy platí obecné omezení rychlosti na 90, resp. 80 km/h, a pro nemotorová vozidla není rychlost konkrétní hodnotou omezena. Zastavěná část obce se na polních cestách nevyznačuje, což neznamená, že v ní neplatí omezení rychlosti na 50 km/h. Typicky však polní cesty zastavěným územím nevedou. Fakticky se na rychlost jízdy vztahuje především obecná povinnost přizpůsobit rychlost jízdy schopnostem řidiče, vlastnostem vozidla a nákladu, stavu pozemní komunikace a dalším okolnostem.
Vyústění polní cesty nebo jiné účelové komunikace na jinou pozemní komunikaci se podle definice křižovatky v § 2 zákona č. 361/2000 Sb. nepovažuje za křižovatku. Pro vjíždění z účelové komunikace na jinou pozemní komunikaci platí podle § 23 stejná pravidla jako při vjíždění z místa ležícího mimo pozemní komunikaci. Pravidla provozu v místě křížení či jiného styku dvou či více účelových komunikací nejsou blíže stanovena.

## Standardizace
Standardizace polních cest v České republice započala vydáním technických podmínek Katalog vozovek polních cest ministerstvem zemědělství v roce 1998. V listopadu 2004 byly do technických podmínek TP 170 (schvalovaných ministerstvem dopravy) pro navrhování vozovek pozemních komunikací nově zahrnuty i nezpevněné vozovky a v říjnu 2004 byly do ČSN 73 6101 Projektování silnic a dálnic nově zahrnuty i jednopruhové silnice. V souladu s takto rozšířenou standardizaci silnic a v návaznosti na ni byla zpracována i nová ČSN 73 6109 Projektování polních cest, která vyšla v dubnu 2004. Na přelomu let 2005 a 2006 vyšla změna č. 1 k TP Katalog vozovek polních cest, která například nově zahrnovala vedle vozovek tuhých (s krytem cemento-betonovým či asfaltovým) a netuhých vozovek i vozovky dlážděné nebo s krytem z betonových dílců. Též zahrnuje vozovky s krytem stabilizovaným (ČSN 73 6125), krytem z nestmelených materiálů (ČSN 73 6126) a z R-materiálů (ČSN EN 13108-8 část 8).